# Jacopo del Torso
Jacopo del Torso (Udine, 1355/1360 – Rimini, 29 de agosto de 1414) foi um cardeal veneziano da Igreja Católica.

## Biografia
Filho de Giovanni ou Zanni del Torso e provavelmente de Caterussia de Ottacini (casaram-se em 1355), ele nasceu em Udine por volta de meados do século XIV, de uma família nobre, e começou seus estudos em sua cidade natal muito jovem. Ele então foi para a Universidade de Bolonha, onde em 17 de junho de 1387 obteve seu diploma em medicina.
Muito apreciado pelo Conselho de Údine, como comprovam os elogios registados nos Anais da cidade, obteve o cargo de médico da cidade em 1390. Ganhou fama tanto por sua habilidade como médico quanto por suas habilidades diplomáticas. Com efeito, já em 30 de agosto de 1388, o Conselho o elegeu deputado de Udine, cargo que se confirmou nos anos seguintes. Em 1391 fez parte de uma embaixada enviada a Roma ao Papa Bonifácio IX. Em meados de outubro de 1394, o patriarca de Aquileia João V Sobieslau, que era muito hostil ao povo de Udine, foi assassinado. Del Torso foi escolhido, juntamente com Nicolò de Soldanieri, para ir ao Papa Bonifácio IX e implorar-lhe que escolhesse um patriarca mais justo para Aquileia, que fizesse esquecer as prevaricações daquele que faleceu recentemente. O pontífice atendeu aos seus pedidos, nomeando Antonio Caetani, homem de natureza oposta à de seus antecessores, como patriarca em fevereiro do ano seguinte. Nestas circunstâncias, a presença na Cúria do Cardeal Pietro Pileo da Prata, que quase certamente elogiou as competências do médico de Udine perante o pontífice, foi provavelmente decisiva para o futuro de Del Torso.
Caindo nas graças de Bonifácio IX, abandonou a vida secular para abraçar a eclesiástica. Recebeu a ordenação presbiteral em 1395, foi nomeado cônego de Aquileia em 1396 e, finalmente, protonotário apostólico, decano e "familiar" do pontífice em 1397. Em poucos anos recebeu vários benefícios: em 7 de junho de 1398, Bonifácio IX concedeu-lhe a abadia de San Martino della Belligna, perto de Aquileia, tirando-a do mosteiro beneditino dos Santos Gervaso e Protásio em Udine; no mesmo ano, com a morte do cônego de Udine Leonardo Satana, foi escolhido como seu sucessor e assim obteve a investidura da paróquia de Buia; em 1400 tornou-se decano dos cônegos de Udine, e obteve a igreja paroquial de Tricesimo que foi unida ao decanato de Udine. Uma bula papal de 4 de dezembro de 1401 concedeu-lhe o canônico e a prebenda da igreja de Santa Maria in Cividale.
Em 1402, no final do patriarcado de Caetani, criado cardeal pelo Papa Bonifácio IX em 27 de fevereiro, Del Torso apresentou a sua candidatura ao Patriarcado de Aquileia em oposição às de Ludovico, duque de Teck e Antonio Panciera. Este último, nomeado patriarca já em 27 de fevereiro, tentou despojar Del Torso de todos os seus benefícios eclesiásticos, incluindo a igreja paroquial de Tricesimo, mas um escrito papal datado de 27 de outubro de 1403 anulou as medidas tomadas por Panciera, ordenando a restituição a Del Torso de tudo o que ele havia sido privado. Os conflitos entre Panciera e Del Torso continuaram nos anos seguintes, apesar das tentativas de mediação do Conselho de Udine que levariam a uma solução definitiva para a questão em 22 de julho de 1406.
Del Torso permaneceu em Roma nestes anos, mantendo excelentes relações com os pontífices Bonifácio IX e Inocêncio VII. Após o breve pontificado deste último, em 30 de novembro de 1406, o veneziano Angelo Correr ascendeu ao trono papal, com o nome de Gregório XII. Amigo de Del Torso há anos, o novo papa manteve-o próximo, o nomeando auditor da Rota Romana. Foi precisamente durante o pontificado de Gregório XII que a atividade diplomática de Del Torso se intensificou, especialmente no âmbito das difíceis negociações para a resolução do Grande Cisma do Ocidente. Após a estipulação do tratado de Marselha entre Gregório XII e o antipapa Bento XIII, de 21 de abril de 1407, que previa um encontro entre os dois em 29 de setembro de 1407 ou, no mais tardar, em 1 de novembro, Gregório XII foi para Siena com a sua corte e de lá enviou Del Torso ao antipapa com a tarefa de convencê-lo a mudar o local de encontro de Savona, cidade que Gregório XII não considerava suficientemente segura, para um local "na Italiae partibus de obedientia nostra". Del Torso chegou a um acordo temporário que previa que Bento XIII iria para Portovenere e Gregório XII para Pietrasanta. Mas Gregório XII não aceitou a escolha de Pietrasanta, local sob o domínio de Paolo Guinigi, senhor de Lucca, que não era considerado um aliado seguro pelo pontífice, e em 26 de março de 1408 emitiu um novo salvo-conduto a Del Torso, confiando a ele a tarefa de encontrar novamente o antipapa.
As negociações não conduziram a quaisquer resultados positivos. Sentindo que já não contava com o apoio de grande parte do Colégio Cardinalício, entre os quais um número cada vez maior se tornava partidário de um concílio que poria fim ao cisma, Gregório XII resolveu, em Consistório em 9 de maio de 1408, criar quatro novos cardeais, que escolheu entre os seus mais fiéis apoiantes: o seu irmão Antonio Correr, bispo de Bolonha, Del Torso, Gabriele Condulmer, bispo de Siena e o dominicano Giovanni Dominici. Recebeu o título de cardeal-diácono de Santa Maria Nova.
Seguiu Gregório XII até Cividale del Friuli, onde o papa se refugiara contando com a proteção do imperador, e onde, no dia 6 de junho, abriu o concílio reunido pela solução do cisma e pela reforma da Igreja. Ao mesmo tempo, em Pisa, chegava ao fim o concílio convocado pelos cardeais dissidentes após o fracasso das negociações entre Gregório XII e Bento XIII. Não reconhecido como legítimo por este último, ele abriu em 25 de março de 1409, declarou cismáticos os papas romano e de Avinhão e os depôs; as medidas tomadas por eles durante o último ano foram declaradas nulas e sem efeito. Os cardeais presentes elegeram, portanto, um novo papa na pessoa de Pietro Filargo, que assumiu o nome de Alexandre V, em 20 de junho, ratificou os atos conciliares e encerrou os trabalhos da assembleia em 7 de agosto.
Del Torso foi imediatamente privado de todos os benefícios de que gozava pelo Patriarca Panciera, que passou à obediência pisana, em execução de uma das numerosas bulas que o novo antipapa Alexandre V se apressou em lançar contra os seguidores de Gregório XII e Bento XIII. Em resposta às medidas do patriarca de Aquileia, a Del Torso foi concedido por Gregório XII, em 20 de outubro de 1410, o priorado de San Paolo di Madeno na diocese de Chiusi com o direito de receber os rendimentos e usufruir dos benefícios e da nomeação ao abade de Balnaria na diocese de Messina. Em agosto de 1414 foi escolhido por Gregório XII como seu legado em Veneza.
Durante a viagem, Del Torso adoeceu, infectado por uma doença epidêmica que assolava a Romagna na época. Morreu em Rimini, muito provavelmente pouco depois de 29 de agosto de 1414, dia em que ditou o seu testamento. O seu corpo foi sepultado na igreja de San Giovanni Evangelista dos padres eremitas de Santo Agostinho.